# 여성전용공간
여성전용공간(女性專用空間, women-only space)은 여성의 출입만 허용된 물리적 구역이다. 여성전용공간을 지정하는 목적은 기본적으로 여성이 남성과 상호작용하지 않는 공간을 제공하기 위함이다. 여성전용공간은 성별격리의 일종으로서, 대중교통의 여성전용차량, 여성전용 주차공간 등이 여성전용공간의 사례이다.
여성전용공간의 목적이 "남자 없는" 환경을 제공하기 위한 것인 바, 일각에서 트랜스여성의 여성전용공간 출입에 관한 논쟁이 있다. 이 논쟁은 인종적·법적 양면에서 진행 중이다.
21세기 초부터 문화 행사, 비즈니스  및 서비스, 호텔, 레스토랑,  클럽, 헬스클럽, 수영장, 레즈비언바 등 여성전용공간은 상당히 늘어나는 추세에 있다.

## 같이 보기
- 급진적 여성주의
- 사생활권
- 관음증
- 여성으로 태어난 여성
- 분류:성별격리
- 분류:여성단체
- 분류:여성 행사
- 분류:여성 축제